# گتسبی بزرگ (فیلم ۲۰۱۳)
گَتسبی بزرگ (انگلیسی: The Great Gatsby) فیلم درام عاشقانهٔ تاریخی محصول ۲۰۱۳ است که بر اساس رمان به همین نام چاپ ۱۹۲۵ اثر اف. اسکات فیتزجرالد ساخته شده‌است. نویسندگی و کارگردانی فیلم بر عهدهٔ باز لورمن بوده و در آن لئوناردو دی‌کاپریو، توبی مگوایر، کری مولیگان، جوئل اجرتون، آیلا فیشر، جیسون کلارک و الیزابت دبیکی به ایفای نقش پرداخته‌اند. این فیلم زندگی و زمانه میلیونر، جی گتسبی (دی‌کاپریو)، و همسایه‌اش نیک کاراوی (مگوایر) را دنبال می‌کند که ملاقات او با گتسبی در اوج شکوفایی دهه بیست در لانگ آیلند نیویورک را بازگو می‌کند. مراحل فیلم‌برداری از سپتامبر تا دسامبر ۲۰۱۱ در استرالیا با بودجهٔ ۱۰۵ میلیون دلاری به طول انجامید.
نظر منتقدان نسبت به گَتسبی بزرگ ضد و نقیض بود؛ این فیلم بابت سبک بصری، کارگردانی، فیلم‌نامه، اجراها و موسیقی، هم مورد تحسین و هم مورد انتقاد قرار گرفت. تماشاگران بازخورد مثبت‌تری داشتند، و نوهٔ فیتزجرالد فیلم را تحسین کرد و گفت اسکات اگر زنده بود به فیلم افتخار می‌کرد. این پرفروش‌ترین فیلم لورمن است که بیش از ۳۵۳ میلیون دلار در سراسر جهان فروش داشته‌است. این فیلم در هشتاد و ششمین دوره جوایز اسکار هر دو نامزدی‌اش در رشتهٔ طراحی صحنه و بهترین طراحی لباس را برنده شد.

## داستان

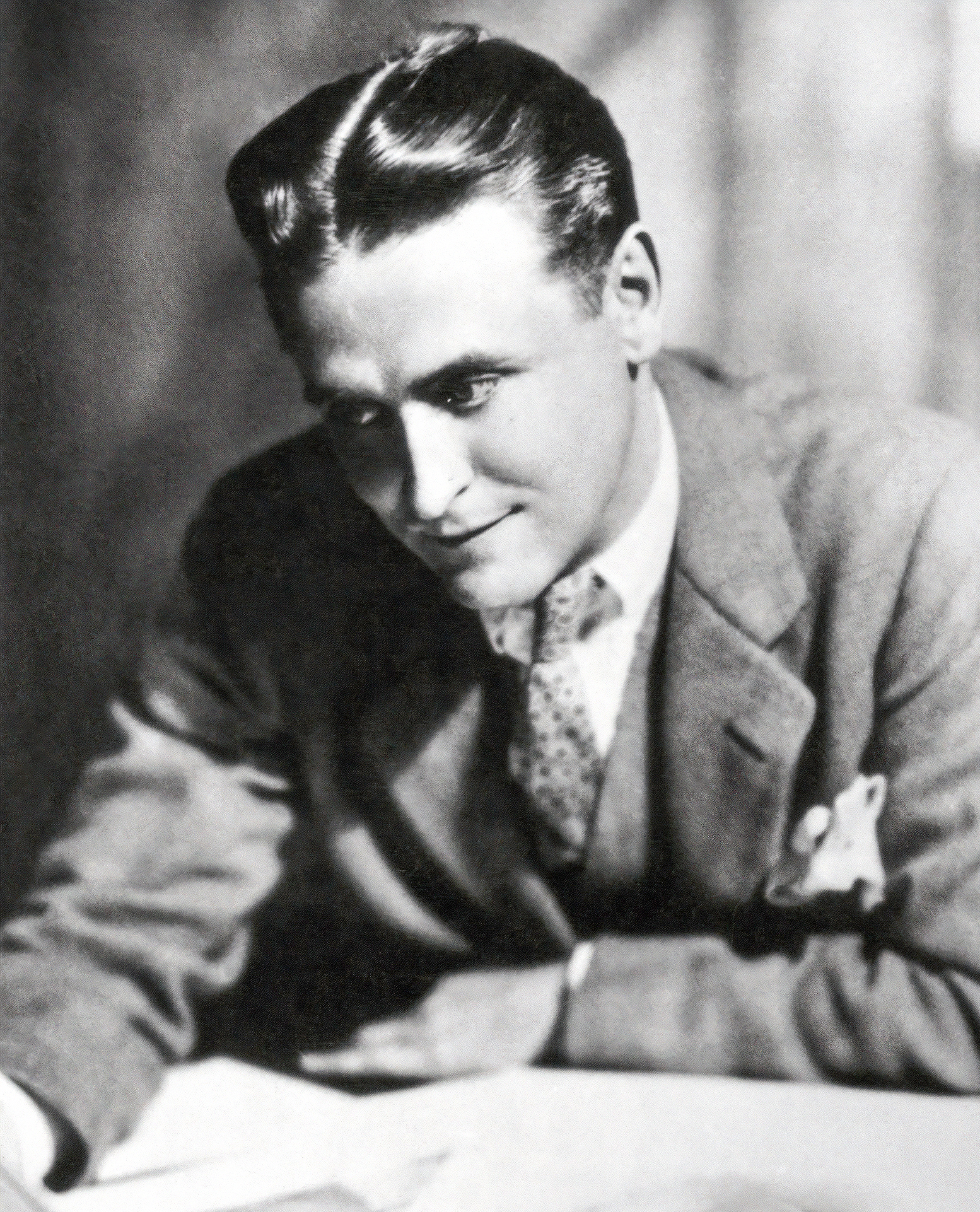
اف. اسکات فیتزجرالد خالق رمان گتسبی بزرگ؛ تولد۲۴ سپتامبر ۱۸۹۶؛ وفات ۲۱ دسامبر ۱۹۴۰

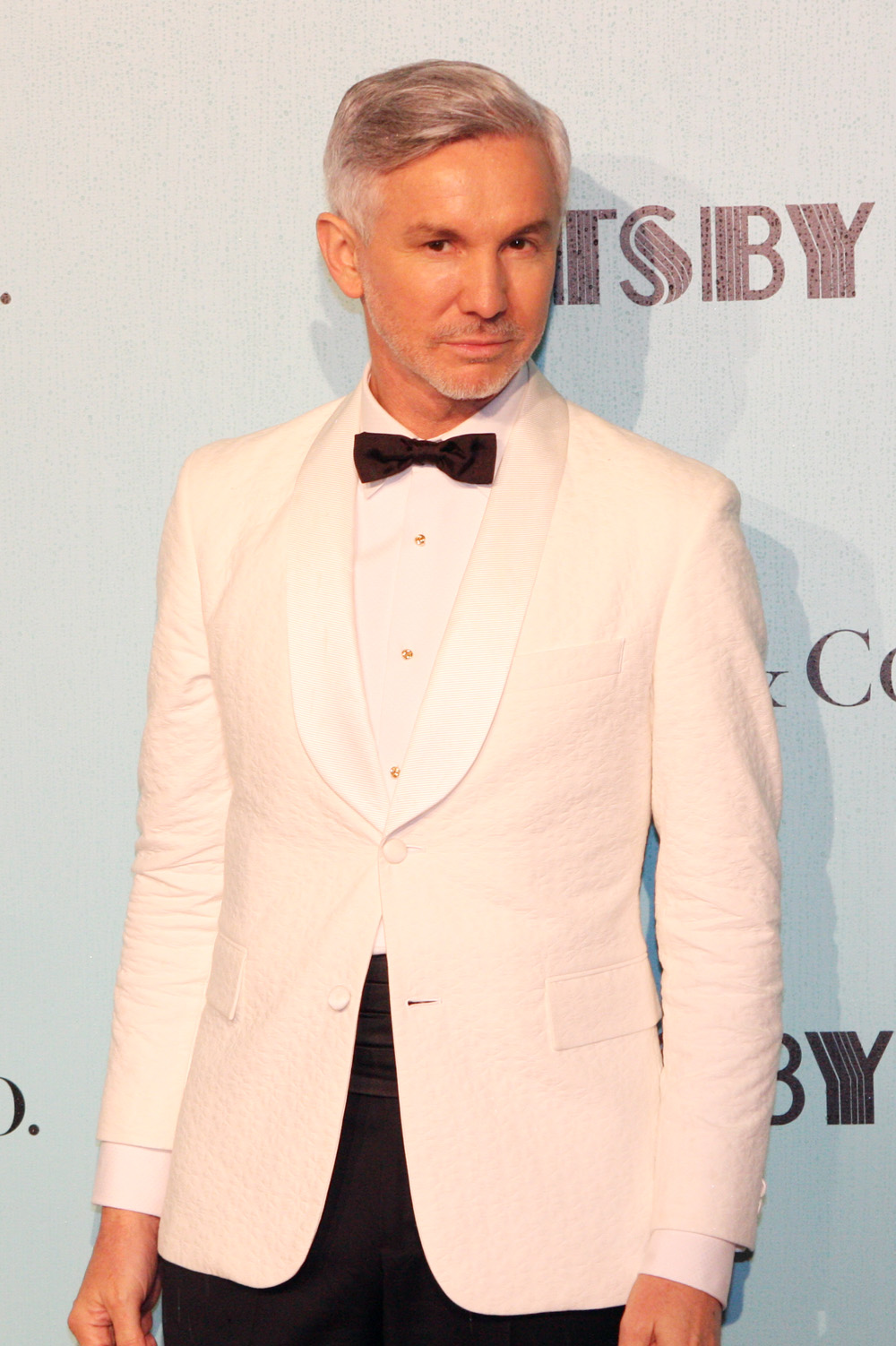
باز لورمن در اولین نمایش گتسبی بزرگ در سیدنی، ۲۲ می ۲۰۱۳

در دسامبر ۱۹۲۹، «نیک کاراوی»، کهنه سرباز جنگ جهانی اول که تحت معالجه در یک بیمارستان روانی است؛ برای دکترش از «جی گَتسبی»، امیدوارترین مردی که تا به حال در زندگی ملاقات کرده‌است، می‌گوید. دکتر به نیک پیشنهاد می‌کند، افکارش را که اکنون بیانش برای او سخت شده‌است؛ را بنویسد و با مرور خاطرات آرامش بگیرد. نیک شروع به نوشتن خاطراتش می‌کند.
در تابستان ۱۹۲۲، نیک برای کار در وال استریت از شیکاگو به نیویورک نقل مکان می‌کند. او یک خانه کوچک در ۳۰ کیلومتری نیویورک یعنی در لانگ آیلند و در محله «اِگ غربی»، در کنار عمارت گتسبی که یک تاجر موفق و البته مرموز که اغلب مهمانی‌های عجیب و غریب برگزار می‌کند؛ اجاره می‌کند.
نیک با دختر عموی زیبا و جوانش «دیزی» و شوهر ثروتمندش «تام بیوکنن» (دوست نیک از زمان دانشکده در شیگاگو) در عمارتشان در «اِگ شرقی» شام می‌خورند.
در میانه شام و در تماس تلفنی، نیک توسط دختری به‌نام «جُردن بیکر» (دوست دیزی) متوجه می‌شود، که تام معشوقه‌ای دارد؛ و به همسرش دیزی وفادار نیست. دیزی نیز شدیداً به این موضوع مشکوک شده‌است. وقتی نیک به خانه برمی‌گردد، گتسبی را می‌بیند؛ که در کنار ساحل بندر ایستاده و به نور سبزی که از «اِگ شرقی» (خانه دیزی) می‌آید؛ خیره شده‌است.
فردای آن‌روز تام که به‌ظاهر نیک را برای شام به نیویورک دعوت کرده‌است؛ در نیمه راه و در «دره خاکستر» (محل تخلیه زباله صنعتی) بین اِگ شرقی و نیویورک از قطار پیاده می‌شود؛ و نیک را نزد معشوقه‌اش «مِرِتِل» در گاراژی که متعلق به شوهرش «جورج ویلسون» است؛ می‌برد. تام با دادن پول از میرتل می‌خواهد، به همراه خواهرش «کاترین» و با قطار بعدی به خانهٔ مشترکشان در نیویورک برود. در آنجا دوستان به همراه هم مست می‌کنند؛ و به معاشقه و سکس می‌پردازند.
یک روز نیک دعوت‌نامه‌ای رسمی و منحصربه‌فرد، برای شرکت در مهمانی از گتسبی دریافت می‌کند. در آنجا نیک توسط جُردن با گتسبی (با تکه‌کلام خاص “جناب”) آشنا می‌شوند. گتسبی نیک را برای ناهار به منهتن می‌برد؛ و در راه به نیک (به دروغ) می‌گوید، که او فارغ‌التحصیل آکسفورد از خانواده ای ثروتمند از میانه‌غرب است. آن‌ها به یک کافه زیرزمینی می‌روند؛ و گتسبی نیک را به شریک تجاری‌اش «مایر وولفشایم» معرفی می‌کند.
جُردن برای نیک فاش می‌کند؛ که گتسبی کاپیتان ارتش ایالات متحده، در سال ۱۹۱۷ بوده‌است؛ و قبل از ورود آمریکا به جنگ جهانی اول و ناپدید شدنش، با دیزی رابطه عاشقانه داشته‌است، و هنوز هم عاشق اوست؛ و در واقع دیزی روز فردای عروسی با تام و طی نامه‌ای از زنده‌بودن گتسبی مطلع می‌شود. از آن زمان گتسبی، به امید حضور ودیدن دیزی، مهمانی می‌دهد. گتسبی از طریق جُردن از نیک می‌خواهد؛ که دیزی را در منزلش به چای دعوت کند.
پس از تأیید روز ملاقات، گتسبی خانه نیک را گل‌آرایی و باغچه منزل او را تزئین و هرس می‌کند؛ و بالاخره بعد از ۵ سال، گتسبی و دیزی رابطه عاشقانه خود را مجدداً آغاز می‌کنند. آن‌ها لحظات خوشی را همراه با بازید از عمارت گتسبی، شنا و رقص تجربه می‌کنند. در ادامه گتسبی از دیزی و همسرش تام، برای شرکت در یک مهمانی با شکوه دعوت می‌کند؛ و با سرگرم‌کردن تام، با دیزی در باغ به عشق‌بازی می‌پردازد.
گتسبی در ذهنش رؤیایی را می‌پروراند، که در آن دیزی به تام می‌گوید، که او را هیچ وقت دوست نداشته‌است؛ و بعد آن با دیزی ازدواج کرده و باهم به شهر زادگاهش برمی‌گردند. در ادامه با رفت و آمد مخفیانه دیزی به خانه گتسبی، قطع مهمانی‌ها و اخراج مستخدمان روابط جنسی آنها روز به روز بیشتر می‌شود.
در نهایت دیزی برای اعلام تصمیمش، نیک، جُردن و گتسبی را به خانه خود دعوت می‌کند. دیزی شهامت اعلام تصمیم خود را پیدا نمی‌کند؛ و در حالی که استرس تمام وجودش را فراگرفته و ناخواسته از زیبایی گتسبی در حضور تام، تعریف می‌کند؛ از تام می‌خواهد، که همگی به هتل پلازا در نیویورک بروند.
تام، نیک و جردن با ماشین گتسبی و گتسبی و دیزی با ماشین تام راهی نیویورک می‌شوند. تام برای گرفتن بنزین در گاراژ جورج توقف می‌کند، جایی که جورج که به خیانت مِرِتِل شک کرده‌است؛ به تام می‌گوید، که آن‌ها در حال نقل مکان به غرب هستند. در یک لحظه تام درمی‌یابد، که هم‌زمان درحال از دست دادن همسر و معشوقه‌اش است.
در پلازا، تام که دیگر از رابطه بین آن‌ها مطمئن شده‌است؛ با گتسبی به مشاجره می‌پردازد. گتسبی به تام می‌گوید، که دیزی هیچ‌وقت او را دوست نداشته‌است؛ و همواره عاشق او بوده‌است. تام از روابط عاشقانه و دوطرفه به دیزی یادآوری می‌کند؛ و هنگامی که گتسبی از دیزی می‌خواهد که واقعیت را به تام بگوید؛ دیزی درکمال تعجب و در حالی‌که اشک می‌ریزد، او را تأیید نمی‌کند؛ و می‌گوید قبلاً تام را دوست داشته‌است. در این لحظه تام، از تجارت مخفی و قاچاق الکل و مشروب گتسبی و مایر وولفشایم، پرده برمی‌دارد؛ و فاش می‌کند، مهمانی‌های گتسبی در حقیقت پوششی برای اعمال مجرمانه، رشوه‌دادن، فاسدکردن مدیران دولتی و به زیر سلطه درآوردن افسران پلیس بوده‌است.
در این لحظه گتسبی به تام حمله می‌کند؛ اما نهایتاً خود را کنترل کرده و از همه عذرخواهی می‌کند. اما دیزی که به واقعیت گتسبی پی‌برده‌است؛ از تام که خود را برنده مناظره می‌بیند، می‌خواهد که به خانه برگردند. در حین رانندگی برای برگشت، و پس از دعوای مِرِتِل و جورج بر سر داستان خیانت او، مِرِتِل پس از اشتباه گرفتن ماشین تام، به خیابان می‌دود و با ماشین گتسبی به‌طور مرگباری برخورد می‌کند. با اطلاع از مرگ مِرِتِل، تام که بعد از گتسبی حرکت کرده‌است؛ سرمی‌رسد و برای جورج فاش می‌کند، که ماشین متعلق به گتسبی است؛ و به دروغ جورج را مشکوک می‌کند، که گتسبی معشوق مِرِتِل است؛ و تقاص جنایتش را باید بپردازد.
نیک در صحبت با گتسبی متوجه می‌شود برعکس تصورات، دیزی راننده ماشین بوده‌است. نیک می‌شنود که دیزی وعده تام را برای رسیدگی به همه چیز می‌پذیرد؛ اما هیچ چیز به گتسبی نمی‌گوید. روز بعد، گتسبی در حالی که در استخر خود شنا می‌کند؛ و منتظر تماس دیزی است. تلفن زنگ می‌خورد و خدمتکار جواب می‌دهد. گتسبی با این باور که تماس گیرنده دیزی است، بیرون می‌آید؛ و توسط جورج مورد اصابت گلوله قرار گرفته، کشته می‌شود؛ هم‌زمان جورج نیز خودکشی می‌کند.
نیک که کسی بود که زنگ می‌زد، صدای تیراندازی را می‌شنود و تنها کسی است، که غیر از خبرنگاران در مراسم تشییع جنازه گتسبی شرکت می‌کند، زیرا دیزی، تام و دخترشان در حال ترک نیویورک هستند. رسانه‌ها به دروغ گتسبی را به عنوان معشوق و قاتل مِرِتِل معرفی می‌کنند؛ و این نیک را خشمگین می‌کند. نیک که هم از شهر و هم از ساکنان آن منزجر است، پس از آخرین قدم زدن در عمارت متروک گتسبی و تفکر در مورد توانایی گتسبی برای امیدواری، آنجا را ترک می‌کند. در آسایشگاه، نیک تایپ خاطرات خود را به پایان می‌رساند و نام آن را گتسبی بزرگ می‌گذارد.

## بازیگران
- لئوناردو دی‌کاپریو در نقش جی گَتسبی[۷]
- توبی مگوایر درنقش نیک کاراوی
- کری مولیگان در نقش دیزی
- جوئل اجرتون در نقش تام بیوکَنِن
- آیلا فیشر درنقش مِرِتِل
- جیسون کلارک درنقش جورج ویلسون، همسر مِرِتِل
- آمیتاب باچان درنقش مایر وولفشایم
- الیزابت دبیکی درنقش جُردن بیکر، تنیس‌باز
- استیو بیسلی درنقش دن کودی
- ریچارد کارتر درنقش هرزوگ
- آدلاید کلمنس درنقش کترین
- وینس کلوزیمو درنقش مایکلیس

## تولید

### توسعه
قبل از این فیلم، یک اپرا و چندین اقتباس دراماتیک دیگر از رمان تحسین شده اف. اسکات فیتزجرالد با همین نام وجود داشت. در دسامبر ۲۰۰۸، ورایتی گزارش داد که این اقتباس سینمایی قرار است با کارگردانی باز لورمن ساخته شود. باز لورمن اظهار داشت؛ که به دلیل مضمون منتقدانه فیلم‌نامه، از شیوه زندگی اغلب غیرمسئولانه افراد ثروتمند، برنامه‌ریزی کرده‌است، که فیلم به روزتر باشد. برای تعهد به پروژه، در سپتامبر ۲۰۱۰ باز لورمن با خانواده اش از استرالیا به چلسی در منهتن پایین نقل مکان کرد؛ جایی که او قصد داشت فیلم گتسبی بزرگ را فیلمبرداری کند. زمانی که باز لورمن در نمایشگاه لوازم الکترونیکی مصرفی در ژانویه ۲۰۱۱ حضور داشت؛ به هالیوود ریپورتر گفت: که در حال کار بر روی کارگاه آموزشی سه بعدی گتسبی بزرگ بوده‌است؛ اگرچه هنوز تصمیم نگرفته‌است، که در این فرمت فیلمبرداری کند یا خیر! در اواخر ژانویه ۲۰۱۱ باز لورمن قبل از تصمیم به ماندن، در مورد ادامه پروژه تردید داشت. در سال ۲۰۱۰، گزارش شد که فیلم توسط سونی پیکچرز راه‌اندازی می‌شود. اما در سال ۲۰۱۱، برادران وارنر در آستانه کسب قراردادی برای تأمین مالی و توزیع جهانی گتسبی بزرگ قرار گرفتند.

### انتخاب بازیگران

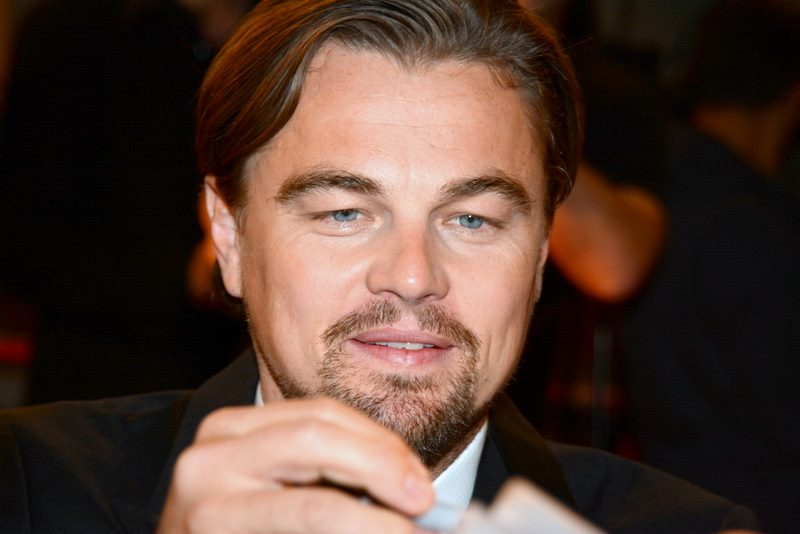
همکاری مجدد لئوناردو دی‌کاپریو، پانزده سال پس از رومئو + ژولیت، با باز لورمن و این‌بار در گتسبی بزرگ

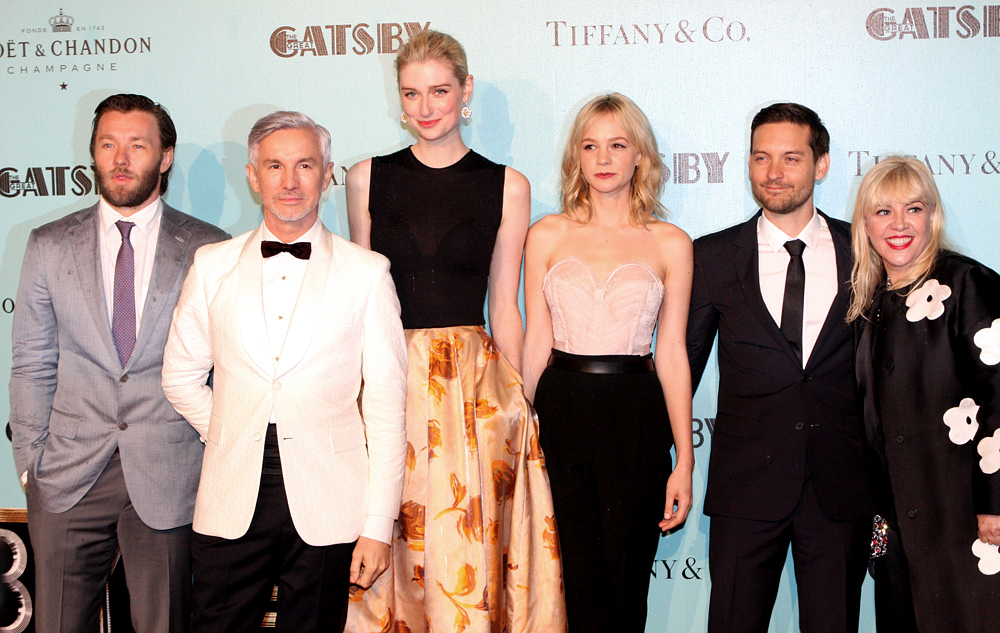
از چپ به راست: جوئل اجرتون، کارگردان باز لورمن، الیزابت دبیکی، کری مولیگان، توبی مگوایر، و تهیه‌کننده و طراح کاترین مارتین در اولین نمایش گتسبی بزرگ در سیدنی، ۲۲ می ۲۰۱۳

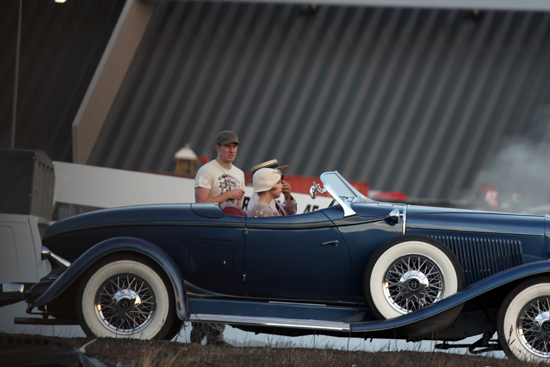
لئوناردو دی کاپریو و کری مولیگان در حین سواری با ماشین شخصیت تام بیوکَنِن برای رفتن به هتل پلازا در نیویورک

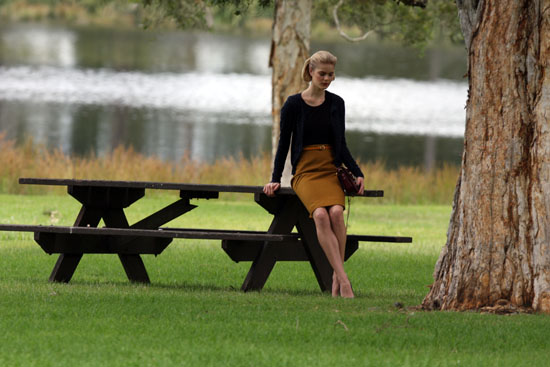
در حین فیلمبرداری در گولبرن، نیو ساوت ولز

باز لورمن گفت که نتایج حاصل از روند کارگاهی فیلم، برای تست بازیگری برای نقش‌هایی در گتسبی بزرگ، برای او «بسیار دلگرم کننده» بوده‌است. لئوناردو دی‌کاپریو ابتدا برای نقش اصلی جی گتسبی انتخاب شد. این دومین بار است که لورمن و دی‌کاپریو با هم کار می‌کنند. دی‌کاپریو در فیلم رومئو + ژولیت (۱۹۹۶) به کارگردانی لورمن هم به ایفای نقش پرداخت. توبی مگوایر برای بازی در نقش نیک کاراوی انتخاب شد. همچنین این دومین بار است که توبی مگوایر و لئوناردو دی‌کاپریو از زمان فیلم زندگی این پسر(۱۹۹۳) با هم کار می‌کنند. گزارش‌ها در اکتبر ۲۰۱۰ حاکی از انتخاب آماندا سایفرید به عنوان نقش اصلی دیزی بودند. ماه بعد ددلاین هالیوود گزارش داد، که لورمن بازیگران زن متعددی از جمله آماندا سایفرید، کیرا نایتلی، جسیکا آلبا، ربکا هال، بلیک لایولی، ابی کورنیش، میشل ویلیامز و اسکارلت جوهانسون و همچنین ناتالی پورتمن را برای نقش دیزی تست کرده‌است. بلافاصله پس از آن، با تعهد به کامرون کرو، فیلم ما باغ وحش خریدیم (۲۰۱۱)، اسکارلت جوهانسون از قبول نقش کنار کشید.
در ۱۵ نوامبر، لورمن اعلام کرد که کری مولیگان پس از خواندن نقش دیزی، در ۲ نوامبر و در نیویورک انتخاب شده‌است. او این نقش را مدت کوتاهی پس از اینکه لورمن فیلم‌های استماع خود را به مدیران سونی پیکچرز اینترتینمنت، ایمی پاسکال و داگ بلگراد به او نشان داد؛ قبول کرد؛ و تحت تأثیر شخصیت دیزی قرار گرفتند. کری مولیگان پس از اطلاع از انتخاب نهایی‌اش به عنوان بازیگر از طریق تماس تلفنی [لورمن، در حالی‌که او روی فرش قرمز مراسمی در نیویورک حضور داشت، مطلع شد؛ و گریه کرد.
لورمن گفت: «من این افتخار را داشتم که با برخی از بااستعدادترین بازیگران زن جهان، این شخصیت را کشف کنم، که هر کدام تفسیر خاص خود را داشتند، که همه آنها هیجان‌انگیز بود. کری مولیگان انتخابم برای شخصیتی خاص و برای تولیدی خاص به‌نام «گتسبی بزرگ» بود. خوشحالم که ساعتی پیش تلفن را برای بازیگر جوان بریتانیایی نامزد جایزه اسکار، کری مولیگان بردارم و به او بگویم: «سلام، دیزی.»
لورمن در آوریل ۲۰۱۱ با بن افلک در حال مذاکره در مورد ایفای نقش تام بیوکَنِن بود؛ اما به دلیل درگیری برنامه‌ریزی با آرگو موفق به قبول آن نشد. بردلی کوپر قبلاً برای این قسمت لابی کرده بود و لوک ایوانز یکی از رقبای اصلی بود. در ماه می، نهایتاً جوئل اجرتون برای شخصیت تام تأیید شد. آیلا فیشر برای بازی در نقش مِرِتِل انتخاب شد. الیزابت دبیکی، بازیگر استرالیایی، در نقش جُردن بیکر انتخاب شد.
در حین انتخاب نقش مکمل جُردن، لورمن گفت که این شخصیت نیز باید به اندازه دیزی، برای تولید در زمان تاریخی فیلم، به‌طور کامل بررسی شود. در ژوئن ۲۰۱۱، جیسون کلارک به عنوان جورج ویلسون انتخاب شد. بازیگر هندی آمیتاب باچان در نقش مایر وولفشایم ظاهر می‌شود. این اولین نقش او در هالیوود بود.

### فیلم‌نامه
برین ال. هیلمن به پنج تغییر کلیدی که در طرح فیلم‌نامه اقتباسی از رمان اف. اسکات فیتزجرالد ایجاد شده‌است؛ اشاره کرد:
1. نیک کاراوی در حال نوشتن در یک آسایشگاه روانی است؛ و مدتی بعد از تابستان روابط خود با گتسبی را بررسی می‌کند.
2. نیک کاراوی با جُردن بیکر معاشقه می‌کند؛ اما برخلاف آنچه در رمان اتفاق می‌افتد، «نیک آن‌قدر با گتسبی درگیر است که هیچ‌وقت متوجه جُردن نمی‌شود».
3. گتسبی در مهمانی بزرگ در منزلش، ورودی یکباره دارد و خود را معرفی می‌کند؛ در حالی که در رمان مدتی از صحبت آن‌ها با نیک می‌گذرد؛ تا نیک متوجه شود، او کیست.
4. برخی از نژادپرستی‌ها یا یهودی‌ستیزی‌ها کمرنگ یا حذف شده‌است.
5. گتسبی به این فکر می‌افتد، که تعقیب دیزی موفقیت‌آمیز بود؛ در حالی‌که چنین نبود.[۳۲]

### فیلم‌برداری

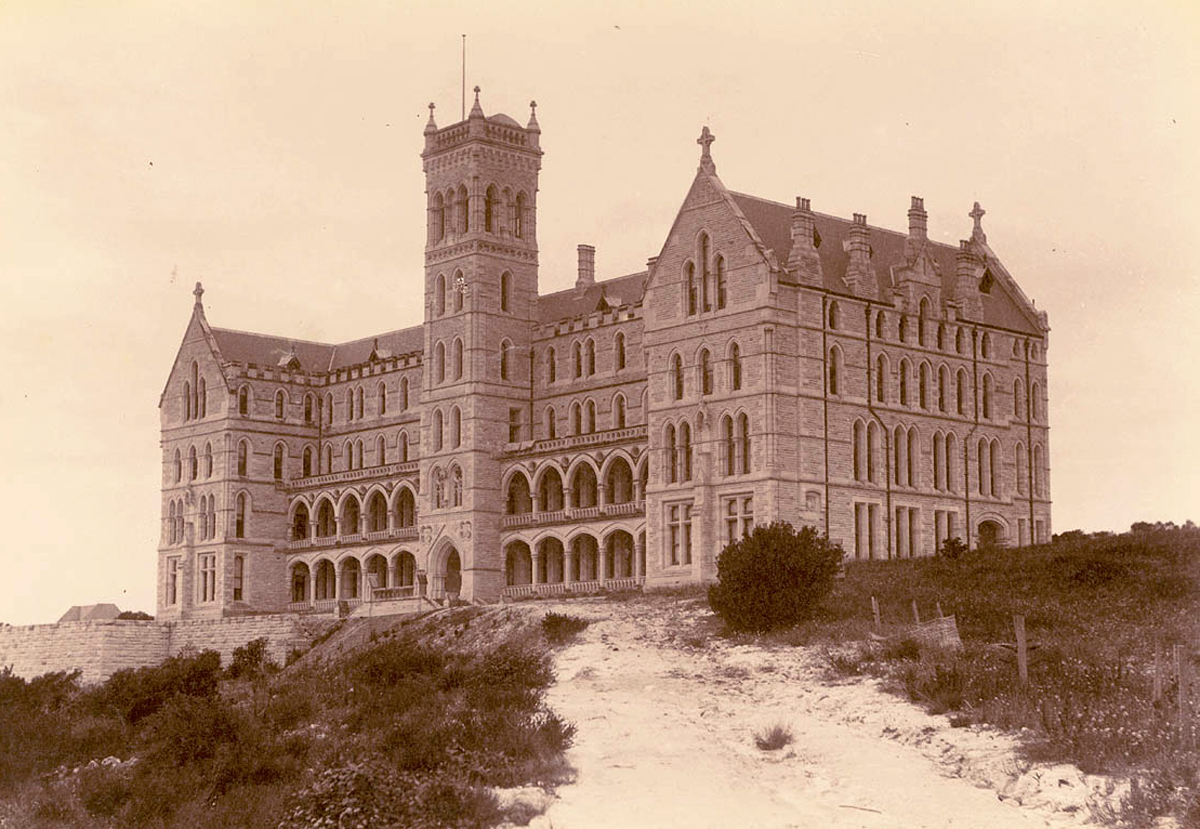
مدرسه دینی سنت پاتریک در منلی، نیو ساوت ولز به عنوان عمارت گتسبی استفاده می‌شد. درختان نخل باید به صورت دیجیتالی در مراحل پس از تولید حذف می‌شدند تا وفاداری به محیط لانگ آیلند منتقل شود.

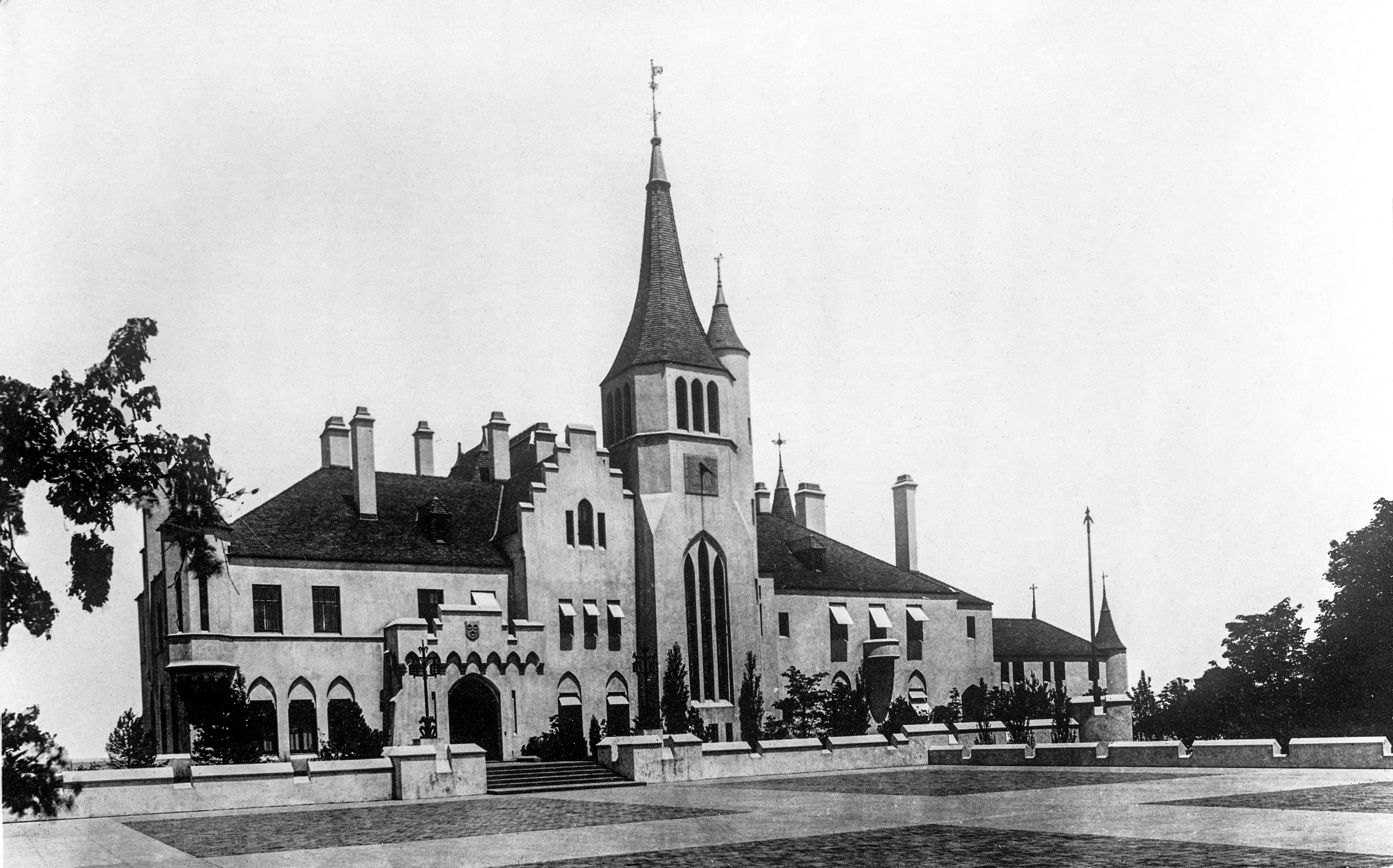
برج‌های بیکن در سال ۱۹۲۲، در دوره ای که اف. اسکات فیتزجرالد آن را می‌شناخت.

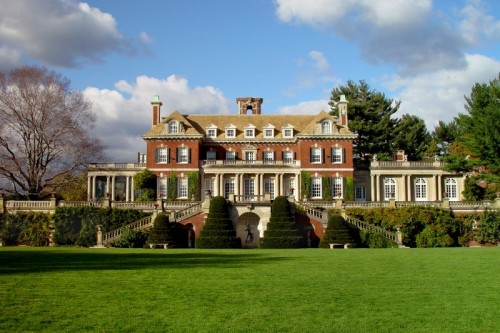
الهام بخش املاک بیوکَنِن از باغ‌های وستبری قدیمی در اولد وستبری، نیویورک گرفته شد.

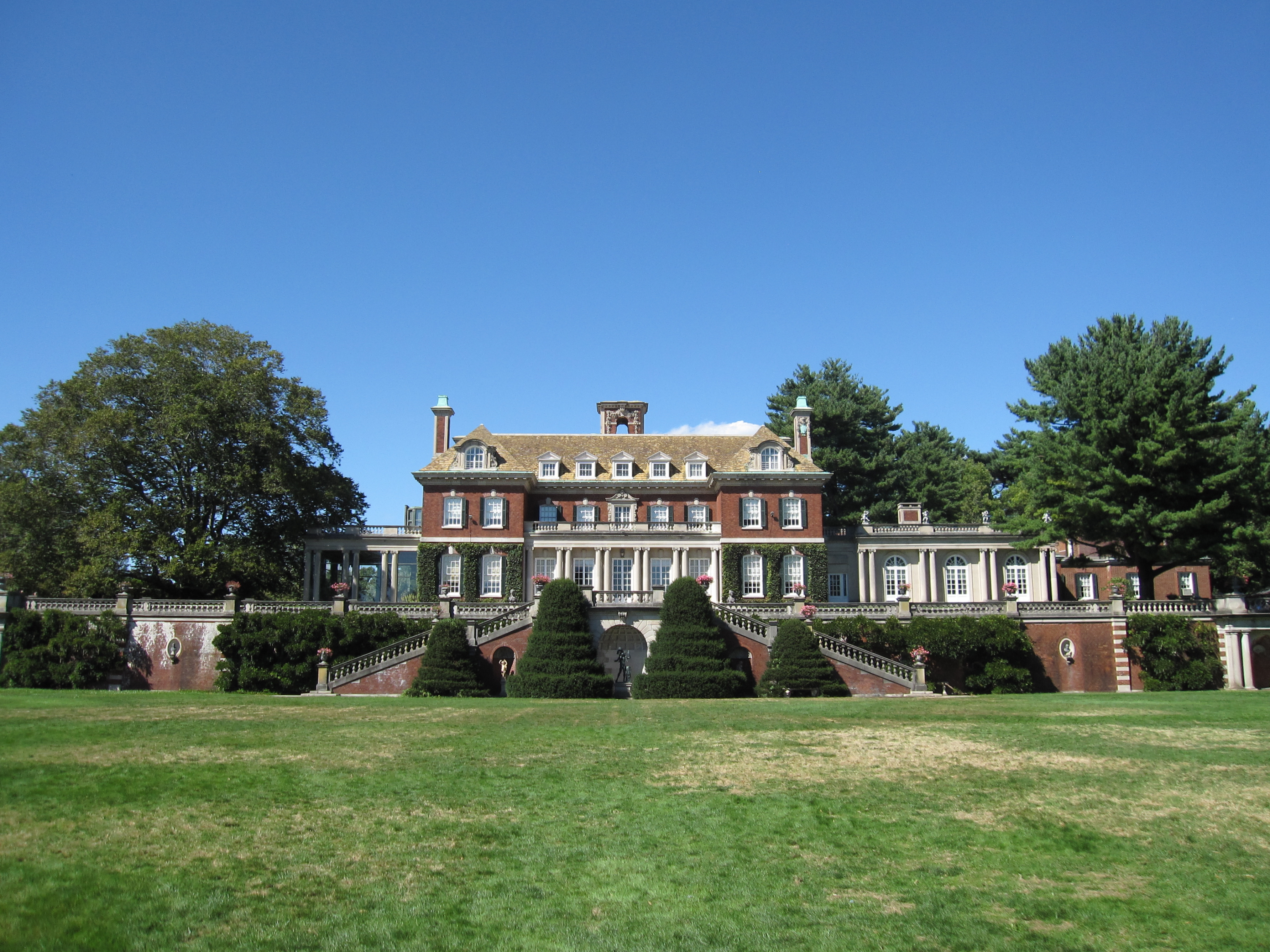
باغ‌های قدیمی وستبری

گتسبی بزرگ قرار بود از ژوئن ۲۰۱۱ در شهر نیویورک فیلمبرداری شود؛ جایی که رمان در آن جای می‌گرفت. لورمن در عوض تصمیم گرفت که فیلم‌برداری اصلی را در سیدنی بگیرد. فیلمبرداری در ۵ سپتامبر ۲۰۱۱ در فاکس استودیوز استرالیا آغاز شد و در ۲۲ دسامبر ۲۰۱۱ با نماهای اضافی در ژانویه ۲۰۱۲ به پایان رسید. فیلم با دوربین‌های دیجیتال رِداِپیک و لنزهای اولترا پرایم زایس فیلمبرداری شد. «دره خاکستر»، زمین متروک واقع بین وست اگ و نیویورک در بالمین (نیو ساوت ولز) و «مدرسه دینی سنت پاتریک» در منلی، نیو ساوت ولز - معروف به مدرسه کلاسیک سنت پاتریک - که به عنوان «عمارت گتسبی» دو برابر شده‌است، فیلمبرداری شد. «خانه‌نیک» در سنتنیال پارک، آریزونا قرار داشت؛ و «خانه دیزی» گوان‌برا که یک عمارت تاریخی، مدرسه پادشاه پاراماتا بود.

### مجموعه‌ها
در ایجاد مناظر پس‌زمینه برای دنیایی که در فیلم به تصویر کشیده شده‌است، کاترین مارتین اظهار داشت: که تیم زیر نظر او، مجموعه‌های داخلی عمارت جی گتسبی را با طلاکاری مجلل‌شده، به سبکی که سلیقه تاریخی را با «هنر دکو» (سبکی از هنرهای تجسمی، معماری و طراحی است) ترکیب می‌کند؛ طراحی کرده‌اند. برج‌های بیکن که مدت‌ها ویران شده بودند؛ توسط محققان تصور شد که تا حدی الهام‌بخش املاک جی گتسبی در رمان اف. اسکات فیتزجرالد بوده‌است؛ و به عنوان الهام‌بخش اصلی خانه گتسبی در فیلم استفاده شد. فیلمبرداری نمای بیرونی عمارت جی گتسبی، ساختمان کالج بین‌المللی مدیریت، سیدنی بود. ویژگی‌هایی که عمارت‌های لانگ آیلند را تداعی می‌کنند؛ و در مراحل پس از تولید اضافه شدند.
الهام بخش نسخه سینمایی املاک بیوکَنِن از باغ‌های قدیمی وستبری بود. نمای بیرونی عمارت بر روی یک صحنه استودیویی ساخته شده بود و پیشرفت‌های دیجیتالی اضافه شد. مجموعه‌های داخلی عمارت بوکانان از سبک «هالیوود رگِنسی» الهام گرفته شده‌است.
(هالیوود رگِنسی: یک سبک طراحی است؛ که هم طراحی داخلی و هم معماری مناظر را توصیف می‌کند؛ که با استفاده جسورانه از رنگ و تضاد اغلب با مترلیال‌های فلزی و شیشه ای، به منظور نشان دادن مجللی و راحتی مشخص می‌شود)
خانه نیک کاراوی برخلاف عظمت عمارت گتسبی همسایه، به عنوان یک کلبه نقلی در نظر گرفته شد. اشیاء انتخاب‌شده صحنه، به اصل چیزی که طراحان لانگ آیلند کلاسیک می‌دیدند، پایبند بودند. این معماری هنرها و صنایع دستی آمریکایی را با اثاثیه‌هایی از نوع «گوستاو استیکلی» (طراح و مبلمان ساز آمریکایی) در داخل و موجی به «سبک آدیرونداک» (محله‌ای در نیویورک) تداعی می‌کند.
صحنه افتتاحیه، از «واحد کودک، نوجوان و خانواده ریوندل در کنکورد سیدنی»، تنها چند کیلومتر از استادیوم المپیک ۲۰۰۰ سیدنی فیلمبرداری شد.

### لباس‌ها
بسیاری از طراحان لباس برای همکاری در تولید لباس‌های فیلم مدنظر قرار گرفتند. گتسبی بزرگ به قطعات نمادین دهه ۱۹۲۰ آرشیو شده مد پرادا و میومیو به دست یافت. کاترین مارتین (طراح) همچنین با بروکس برادرز برای لباس‌هایی که بازیگران مرد و افراد اضافی پوشیده بودند، همکاری کرد. تیفانی اند کو. جواهرات این فیلم را تهیه کرده‌است. کاترین مارتین (طراح) و میوچیا پرادا پشت کمد لباس بودند؛ و از نزدیک با هم کار کردند، تا قطعاتی با «ظرافت اروپایی که در میان جمعیت اشرافی «اِگ شرقی» در دهه بیست در حال ظهور بود» خلق کنند.
با این حال، مورّخان لباس آن دوره گفتند؛ که لباس‌ها اصیل نیستند، اما در عوض مدهای دهه ۱۹۲۰ را مُدرن کردند، تا بیشتر شبیه مدهای مُدرن باشند. بارزتر از لباس زنان، تأکید بر سینه‌هایشان بود، مانند سینه‌بند مُدبِرا دیزی، برخلاف مدهای سینه‌بند آن دوران است. در حالی که داستان این کتاب در سال ۱۹۲۲ اتفاق می‌افتد، فیلم شامل مدهای کل دهه ۱۹۲۰ و حتی ۱۹۳۰ می‌شد. بسیاری از مدهای موجود در آرشیوها مفاهیمی از باند و مجلات مد بودند؛ که هرگز در زندگی واقعی توسط زنان پوشیده نشدند. کاترین مارتین (طراح) می‌گوید که سبک‌های دهه ۱۹۲۰را انتخاب کرده و آنها را جذاب‌تر کرده‌است؛ و سعی کرده سبک‌های دهه ۱۹۲۰ را برای مخاطبان مُدرن تفسیر کند. آلیس جورو، از انجمن هنردکو کالیفرنیا، گفت که او این فیلم را دوست دارد، اما اکثر اعضای آن‌ها فیلم‌های کامل‌تری را ترجیح می‌دهند. لباس‌های مردانه اصیل‌تر بود، با این تفاوت که شلوارها خیلی تنگ بود.

### موسیقی متن

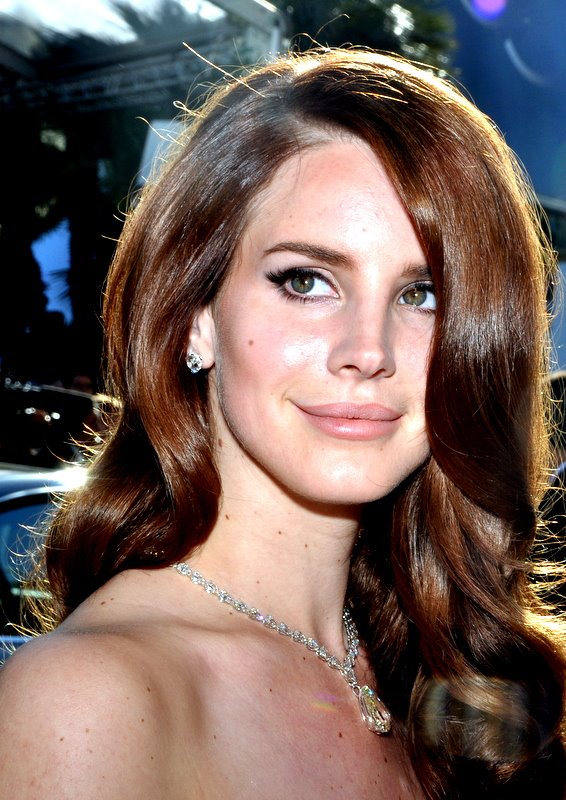
لانا دل ری، نویسنده آهنگ جوان و زیبا، در سال ۲۰۱۲

برای مقاله اصلی گتسبی بزرگ (موسیقی متن) از فیلم باز لورمن را ببینید.
موسیقی متن فیلم که در ۷ می منتشر شد، در «نسخه لوکس» نیز موجود است. نسخه انحصاری تارگت همچنین دارای سه آهنگ اضافی است. موسیقی فیلم توسط جی-زی و جیمز ساموئل (با نام هنری بولیتز) تولید شده‌است.
آهنگ توسط جوان و زیبا (ترانه لانا دل ری) و کارگردان فیلم، باز لورمن نوشته شده بود، به عنوان تک آهنگ برای رادیو موفق معاصر منتشر شد و به عنوان تک آهنگ باز (فیلم) استفاده شد. قطعه ای از آهنگ در تریلر رسمی فیلم استفاده شد و در صحنه ای پخش شد، که در آن شخصیت‌های لئوناردو دی‌کاپریو و کری مولیگان احساسات عاشقانه خود را نسبت به یکدیگر ابراز می‌کنند.
مجله موسیقی هیپ هاپ رَپ‌آپ این تک‌آهنگ را «هَنگ‌اَنگیز» نامید، در حالی که ام‌تی‌وی آن را «صدایی غم‌انگیز» نامید. آهنگ اجرا شده توسط فلورانس و ماشین، «بیش از عشق»، به نماد «نور سبز» از رمان در اشعار آن اشاره دارد.کریس پین از بیلبورد (مجله) کاور بیانسه و آندره ۳۰۰۰ از "بازگشت به سیاهی (ترانه ایمی واینهاوس)" را ستایش کرد، که با داون‌تمپو موسیقی رقص الکترونیک منحصر به فرد ساخته شد. گروه «ایکس‌ایکس» آهنگ را برای این فیلم ضبط کرد؛ و جیمی اسمیت (معروف به جیمی ایکس‌ایکس) به ام‌تی‌ویV گفت که سهم گروه در موسیقی متن «ناامیدانه» به نظر می‌رسد، و نشان داد که از یک ارکستر ۶۰ قطعه ای استفاده می‌کند.
باز لورمن با صحبت از اهداف خود برای پس‌زمینه موسیقی فیلم، تمایل خود را برای آمیختن موسیقی عصر جاز، مرتبط با صحنه داستان ۱۹۲۲، با یک چرخش مدرن ابراز کرد (نکته: همانند کاری که در طراحی لباس اجرا نمودند). بسیار شبیه پیچش‌های مدرن او در فیلم‌های مولن روژ! و رومئو + ژولیت، لورمن از موسیقی فیلم نه به عنوان پس‌زمینه، بلکه به‌طور برجسته در پیش‌زمینه استفاده کرد؛ که شخصیتی خاص به فیلم داد.

## انتشار و بازاریابی

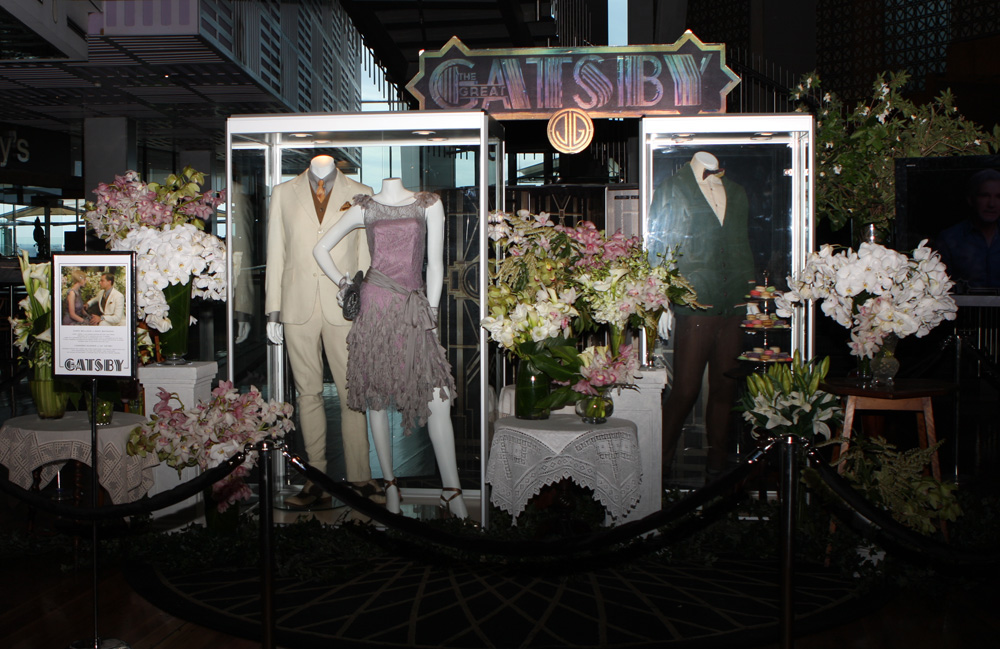
لباس‌هایی از این فیلم در بوتیک‌های برگزیده بروکس برادرز به نمایش گذاشته شد.

این فیلم در ابتدا برای اکران در ۲۵ دسامبر ۲۰۱۲ برنامه‌ریزی شده بود اما در ۶ اوت ۲۰۱۲ گزارش شد که فیلم برای اکران به تابستان ۲۰۱۳ منتقل می‌شود. در سپتامبر ۲۰۱۲، این تاریخ برای ۱۰ می ۲۰۱۳ تأیید شد. نهایتاً این فیلم در ۱۵ مه ۲۰۱۳ در شصت و ششمین جشنواره فیلم کن اکران شد.
اولین تریلر برای گتسبی بزرگ در ۲۲ می ۲۰۱۲ تقریباً یک سال قبل از انتشار فیلم منتشر شد. آهنگ‌هایی که در تریلرهای مختلف نمایش داده می‌شوند عبارتند از: «هیچ کلیسایی در طبیعت وجود ندارد» توسط جی-زی و کانیه وست. یک جلد از یوتو "عشق کور است" توسط جک وایت اجرا شد. جلدی از "شاد با هم (آهنگ)" از "لاک‌پشت‌هاً توسط فیلتر (گروه موزیک). کاور آهنگ بازگشت به سیاهی (ترانه ایمی واینهاوس) که توسط بیانسه و آندره ۳۰۰۰ اجرا شد. "جوان و زیبا (ترانه لانا دل ری)" و دو آهنگ "سرودهای اتاق خواب" و "بیش از عشق" که توسط فلورانس و ماشین اجرا شد.
در ۱۵ آوریل ۲۰۱۳، بروکس برادرز برای اولین بار «مجموعه گتسبی» را به نمایش گذاشتند، خطی از لباس‌ها، کفش‌ها و اکسسوری‌های مردانه «با الهام از لباس‌هایی که کاترین مارتین (طراح) که برای گتسبی بزرگ باز لورمن طراحی کرده بود». به گفته هفته نامه مد، «صورت ظاهری بر اساس سبک دهه ۱۹۲۰نبود: لباس‌های جدید بر اساس آرشیوهای واقعی برند طراحی شدند. بروکس برادرز یکی از تولیدکنندگان البسه گتسبی بود. لباس‌های واقعی طراحی شده توسط کاترین مارتین (طراح)، در بوتیک‌های برگزیده بروکس برادرز به نمایش گذاشته خواهد شد."
در ۱۷ آوریل ۲۰۱۳، تیفانی اند کو از ویترین‌های فروشگاه مرکزی خیابان پنجم خود با الهام از فیلم باز لورمن که با همکاری باز لورمن و کاترین مارتین (طراح) ساخته شده بود؛ رونمایی کرد. این جواهرفروشی همچنین اولین سری جواهرات «مجموعه بزرگ گتسبی» را که در پیش‌بینی فیلم طراحی شده بود، به نمایش گذاشت. این مجموعه شامل ۷ قطعه است: یک سنجاق سینه، یک سرسر (که هر دو بر اساس طرحهای آرشیوی تیفانی اند کو هستند)، یک گردنبند و چهار حلقه مختلف، از جمله یکی از پلاتین با الماس ۵/۲۵ قیراط، به قیمت ۸۷۵٬۰۰۰ دلار آمریکا.

## بازخورد

### فروش
این فیلم ۱۴۴/۸ میلیون دلار در آمریکای شمالی و ۲۰۸/۸ میلیون دلار در سایر کشورها به دست آورد؛ این مبلغ در کل جهان ۳۵۳٬۶۵۹٬۸۵۱ دلار است. با محاسبه تمام هزینه‌ها، ددلاین هالیوود تخمین می‌زند، که فیلم ۵۸/۶ میلیون دلار سود داشته‌است.
در آمریکای شمالی، گتسبی بزرگ ۱۹/۴ میلیون دلار در روز جمعه افتتاحیه خود به دست آورد؛ که شامل ۳/۲۵ میلیون دلار از پنج شنبه شب و نمایش‌های نیمه شب بود. در آخر هفته افتتاحیه‌اش، پس از فیلم مرد آهنی ۳، با ۵۱/۱ میلیون دلار در جایگاه دوم قرار گرفت. این ششمین آخر هفته بزرگ افتتاحیه برای فیلمی بود که در مرحله اول اکران نشد؛ دومین آخر هفته افتتاحیه بزرگ برای فیلمی با بازی لئوناردو دی کاپریو پس از فیلم سرآغاز است.
از سال ۲۰۱۷، این فیلم پرفروش‌ترین فیلم باز لورمن است؛ که بیش از ۳۵۳ میلیون دلار در سراسر جهان فروخته‌است.

### جوایز
این فیلم توانست در مجموع ۱۳۶ بار کاندیدای دریافت جایزه از جشنواره‌های جهانی و معتبر فیلم گردد؛ و در نهایت موفق به کسب ۵۰ جایزه شد. از مهم‌ترین آن‌ها می‌توان به جوایز و کاندیداتوری‌های زیر اشاره کرد.
| جشنواره                                          | سال  | عنوان جایزه               | برای                                                         | دریافت کننده                                                    | نتیجه    |
| ------------------------------------------------ | ---- | ------------------------- | ------------------------------------------------------------ | --------------------------------------------------------------- | -------- |
| آکادمی جوایز اسکار                               | ۲۰۱۴ | اسکار                     | بهترین دستاورد در طراحی لباس                                 | کاترین مارتین (طراح)                                            | برنده    |
| آکادمی جوایز اسکار                               | ۲۰۱۴ | اسکار                     | بهترین دستاورد در طراحی تولید                                | کاترین مارتین (طراح) بورلی دان                                  | برنده    |
| آکادمی جوایز بفتا                                | ۲۰۱۴ | جایزه فیلم بفتا           | بهترین طراحی تولید                                           | کاترین مارتین (طراح)بورلی دان                                   | برنده    |
| آکادمی جوایز بفتا                                | ۲۰۱۴ | جایزه فیلم بفتا           | بهترین طراحی لباس                                            | کاترین مارتین (طراح)                                            | برنده    |
| آکادمی جوایز بفتا                                | ۲۰۱۴ | جایزه فیلم بفتا           | بهترین آرایش/مو                                              | مائوریتسیو سیلوی کری وارن                                       | نامزدشده |
| جوایز آکادمی هنرهای سینمایی و تلویزیونی استرالیا | ۲۰۱۴ | جوایز اکتا                | بهترین کارگردانی                                             | باز لورمن                                                       | نامزدشده |
| جوایز آکادمی هنرهای سینمایی و تلویزیونی استرالیا | ۲۰۱۴ | جوایز اکتا                | بهترین بازیگر نقش مکمل مرد                                   | جوئل اجرتون                                                     | نامزدشده |
| انجمن فیلم‌برداران بریتانیا                       | ۲۰۱۳ | جایزه اپراتورهای جی‌بی‌سی‌تی | بهترین فیلم‌برداری                                            | مارک گولنیشت                                                    | نامزدشده |
| جوایز فیلم به انتخاب منتقدان                     | ۲۰۱۴ | جایزه برگزیده منتقدان     | بهترین کارگردانی هنری                                        | کاترین مارتین (طراح)بورلی دان                                   | برنده    |
| جوایز فیلم به انتخاب منتقدان                     | ۲۰۱۴ | جایزه برگزیده منتقدان     | بهترین طراحی لباس                                            | کاترین مارتین (طراح)                                            | برنده    |
| جوایز فیلم به انتخاب منتقدان                     | ۲۰۱۴ | جایزه برگزیده منتقدان     | بهترین موسیقی                                                | لانا دل ری آهنگ: جوان و زیبا                                    | نامزدشده |
| کامریمیج                                         | ۲۰۱۳ | بهترین فیلم بلند سه بعدی  | بهترین فیلم‌برداری                                            | سیمون دوگان                                                     | نامزدشده |
| انجمن منتقدان فیلم شیکاگو                        | ۲۰۱۳ | جایزه سی‌اف‌سی‌ای            | بهترین کارگردانی هنری/طراحی تولید                            | کاترین مارتین (طراح) کارن مورفی دامین درو ایان گریسی مایکل ترنر | نامزدشده |
| جوایز امپایر                                     | ۲۰۱۴ | جایزه امپایر              | بهترین بازیگر زن تازه‌وارد                                    | الیزابت دبیکی                                                   | نامزدشده |
| حلقه منتقدان فیلم فلوریدا                        | ۲۰۱۳ | جایزه اف‌اف‌سی‌سی            | بهترین کارگردانی هنری/طراحی تولید                            | کاترین مارتین (طراح) کارن مورفی دامین درو ایان گریسی مایکل ترنر | برنده    |
| جوایز دوریان                                     | ۲۰۱۴ | جایزه دوریان              | کمپی فلیک سال فیلم برجسته سال                                | باز لورمن                                                       | نامزدشده |
| انجمن منتقدان فیلم جورجیا                        | ۲۰۱۴ | جایزه جی‌ای‌اف‌سی‌ای          | بهترین آهنگ اصلی                                             | لانا دل ریریک نوولز آهنگ: جوان و زیبا                           | نامزدشده |
| جایزه عقاب طلایی                                 | ۲۰۱۴ | عقاب طلایی                | بهترین فیلم خارجی                                            | باز لورمن                                                       | برنده    |
| جایزه تریلر طلایی                                | ۲۰۱۴ | تریلر طلایی               | بهترین برنامه تلویزیونی عاشقانه                              | برادران وارنر وایلد کارد                                        | برنده    |
| جایزه تریلر طلایی                                | ۲۰۱۳ | تریلر طلایی               | بهترین موسیقی                                                | برادران وارنر تریلر پارک                                        | نامزدشده |
| جایزه تریلر طلایی                                | ۲۰۱۳ | تریلر طلایی               | بهترین عاشقانه                                               | برادران وارنر تریلر پارک                                        | نامزدشده |
| جایزه تریلر طلایی                                | ۲۰۱۳ | تریلر طلایی               | بهترین در نمایش                                              | برادران وارنر تریلر پارک                                        | نامزدشده |
| جوایز گرمی                                       | ۲۰۱۴ | جایزه گرمی                | بهترین موسیقی متن تلفیقی برای رسانه‌های تصویری                | باز لورمن                                                       | نامزدشده |
| جوایز گرمی                                       | ۲۰۱۴ | جایزه گرمی                | بهترین موسیقی متن برای رسانه‌های تصویری                       | کریگ آرمسترانگ                                                  | نامزدشده |
| جوایز گرمی                                       | ۲۰۱۴ | جایزه گرمی                | بهترین آهنگ نوشته شده برای رسانه‌های تصویری                   | لانا دل ریریک نوولز آهنگ: جوان و زیبا                           | نامزدشده |
| جامعه منتقدان فیلم هیوستون                       | ۲۰۱۳ | جایزه اچ‌اف‌سی‌اس            | بهترین آهنگ اصلی                                             | لانا دل ریریک نوولز آهنگ: جوان و زیبا                           | نامزدشده |
| جایزه جوپیتر                                     | ۲۰۱۴ | جایزه جوپیتر              | بهترین بازیگر زن بین‌المللی                                   | آیلا فیشر                                                       | نامزدشده |
| جایزهٔ برگزیدهٔ مردم                               | ۲۰۱۴ | جایزه مردمی               | فیلم دراماتیک مورد علاقه                                     | باز لورمن                                                       | نامزدشده |
| انجمن منتقدان فیلم سن دیگو                       | ۲۰۱۳ | جایزه ای‌دی‌اف‌سی‌اس          | بهترین طراحی تولید                                           | کاترین مارتین (طراح) کارن مورفی                                 | برنده    |
| انجمن منتقدان فیلم سن دیگو                       | ۲۰۱۳ | جایزه ای‌دی‌اف‌سی‌اس          | بهترین فیلم‌برداری                                            | سیمون دوگان                                                     | نامزدشده |
| جایزه ستلایت                                     | ۲۰۱۴ | جایزه ستلایت              | بهترین کارگردانی هنری و طراحی تولید                          | کاترین مارتین (طراح) بورلی دان                                  | برنده    |
| جایزه ستلایت                                     | ۲۰۱۴ | جایزه ستلایت              | بهترین آهنگ اصلی                                             | دانیل هیث لانا دل ری آهنگ: جوان و زیبا                          | برنده    |
| جایزه ستلایت                                     | ۲۰۱۴ | جایزه ستلایت              | بهترین طراحی لباس                                            | کاترین مارتین (طراح)                                            | نامزدشده |
| انجمن منتقدان فیلم سیاتل                         | ۲۰۱۴ | جایزه منتقدان سیاتل       | بهترین طراحی لباس                                            | کاترین مارتین (طراح)                                            | نامزدشده |
| انجمن منتقدان فیلم سیاتل                         | ۲۰۱۴ | جایزه منتقدان سیاتل       | بهترین گریم و آرایش مو                                       | مائوریتسیو سیلوی کری وارن لسلی واندروالت                        | نامزدشده |
| انجمن منتقدان فیلم سیاتل                         | ۲۰۱۴ | جایزه منتقدان سیاتل       | بهترین موسیقی، آهنگ اصلی                                     | لانا دل ریریک نوولزآهنگ: جوان و زیبا                            | نامزدشده |
| انجمن منتقدان فیلم سیاتل                         | ۲۰۱۴ | جایزه منتقدان سیاتل       | بهترین طراحی تولید                                           | کاترین مارتین (طراح) بورلی دان                                  | نامزدشده |
| انجمن منتقدان فیلم سنت لوئیس                     | ۲۰۱۳ | جایزه اس‌ال‌اف‌سی‌ای          | بهترین کارگردانی هنری                                        | کاترین مارتین (طراح) کارن مورفی ایان گریسی بورلی دان            | برنده    |
| انجمن منتقدان فیلم سنت لوئیس                     | ۲۰۱۳ | جایزه اس‌ال‌اف‌سی‌ای          | بهترین فیلم‌برداری                                            | سیمون دوگان                                                     | نامزدشده |
| انجمن منتقدان فیلم سنت لوئیس                     | ۲۰۱۳ | جایزه اس‌ال‌اف‌سی‌ای          | بهترین آهنگ                                                  | لانا دل ری آهنگ: جوان و زیبا                                    | نامزدشده |
| جوایز برگزیدهٔ نوجوانان                           | ۲۰۱۳ | جایزه نوجوانان            | بهترین فیلم درام                                             | باز لورمن                                                       | نامزدشده |
| جوایز برگزیدهٔ نوجوانان                           | ۲۰۱۳ | جایزه نوجوانان            | بهترین بازیگر مرد درام                                       | لئوناردو دی‌کاپریو                                               | نامزدشده |
| جوایز برگزیدهٔ نوجوانان                           | ۲۰۱۳ | جایزه نوجوانان            | بهترین بازیگر زن درام                                        | کری مولیگان                                                     | نامزدشده |
| انجمن منتقدان فیلم منطقه واشینگتن، دی.سی.        | ۲۰۱۳ | جایزه دبلیوای‌اف‌سی‌ای       | بهترین کارگردانی هنری                                        | کاترین مارتین (طراح) بورلی دان                                  | برنده    |
| انجمن منتقدان فیلم منطقه واشینگتن، دی.سی.        | ۲۰۱۳ | جایزه دبلیوای‌اف‌سی‌ای       | بهترین کارگردان                                              | باز لورمن                                                       | نامزدشده |
| انجمن منتقدان فیلم منطقه واشینگتن، دی.سی.        | ۲۰۱۳ | جایزه دبلیوای‌اف‌سی‌ای       | بهترین فیلم‌برداری                                            | سیمون دوگان                                                     | نامزدشده |
| جایزه هنرمند جوان                                | ۲۰۱۴ | جایزه هنرمند جوان         | بهترین نقش آفرینی در یک فیلم بلند - بازیگر نقش مکمل مرد جوان | کالان مک‌اولیف                                                   | برنده    |

### بازخوردهای انتقادی
فیلم به شدت در میان منتقدان دوقطبی بود. به خاطر سبک بصری، کارگردانی، فیلمنامه، اجراها و موسیقی متن، هم مورد تحسین و هم انتقاد قرار گرفت؛ اما تماشاگران پاسخ مثبت تری نشان دادند و نوه اف. اسکات فیتزجرالد فیلم را تحسین کرد و اظهار داشت: «اسکات به این فیلم افتخار خواهد کرد».
در وب‌سایت راتن تومیتوز، این فیلم بر اساس ۳۰۵ نقد از منتقدان سینما ۴۸ درصد مورد تأیید و از میان بیش از صدهزار رأی مخاطبین ۶۷ درصد تأیید شده‌است این نمره در سایت آی‌ام‌دی‌بی میانگین امتیاز ۷/۲ از ۱۰است.
اجماع انتقادی وب‌سایت راتن تومیتوز می‌گوید: «در حالی که فیلم مطمئناً جاه‌طلبانه است؛ و به همان اندازه از نظر بصری خیره‌کننده است؛ گتسبی بزرگِ باز لورمن بر شکوه بصری به بهای از دست دادن قلب پر جنب و جوش داستان رمان اصلی تأکید می‌کند.» (به معنی پایبند نبودن به داستان رمان اف. اسکات فیتزجرالد)

#### نقدهای منفی
جو مورگنسترن از وال استریت ژورنال احساس کرد، که طراحی‌های دقیق تولید اشتباه بوده‌است؛ و فیلم را به خود دهه بیستم که اف. اسکات فیتزجرالد تصور می‌کرد، تشبیه کرد؛ و از آن انتقاد نمود. جو مورگنسترن اظهار داشت: «اشتباهی غیرقابل حل در فیلم این است؛ که واقعیتی برای اوج‌گیری وجود ندارد. نمایشی بدون روح».
بررسی‌های شیکاگو ریدر نشان می‌داد: «لورمن شخص اشتباهی برای اقتباس از ظرافت رمان اف. اسکات فیتزجرالد بوده‌است، و ویژگی‌های ۳ بعدی او از دهه ۲۰ مانند یک انفجار وحشتناک، در خانه‌ای کوچک است». در آتلانتیک (مجله)، کریستوفر اور عنوان نمود: «مشکل این است که وقتی فیلم سرگرم‌کننده است، گتسبی نیست، و وقتی گتسبی است سرگرم‌کننده نیست.»

#### نقدهای مثبت
نقدهای مثبت شامل ای.او. اسکات از نیویورک تایمز بود که احساس می‌کرد: این اقتباس "بسیار سرگرم کننده" است و "کمتر از یک اقتباس سینمایی معمولی است؛ تا یک اُپرای پر زرق و برق و بی ارزش؛ یک جشن نمایشی بی حوصله و مجلل از اسراف عاطفی و مادی. اف. اسکات فیتزجرالد با دوسوگرایی شگفت‌انگیزی مورد بررسی قرار گرفت». ای.او. اسکات توصیه کرد "بهترین راه برای لذت بردن از فیلم این است، که هر برنامه ادبی را که وسوسه می‌شوید با خود بیاورید؛ کنار بگذارید".
تای بور از بوستون گلوب (روزنامه) از بازی لئوناردو دی‌کاپریو تمجید ویژه ای کرد و گفت: «شگفت‌انگیز، تنها کلمه ای است که می‌تواند این بازی را توصیف کند؛ بهترین فیلم گتسبی تا اکنون؛ فوق بشری در جذابیت و ارتباطات، میزبان عیاشی‌های فراتر از تصور؛ و در قلب گتسبی، فریبکاری ناامن که امیدش به عشق دیزی است».
مجله صحنه به فیلم امتیاز "بی-" داد و بازی بازیگران را تحسین کرد، به ویژه گفت که "بازیگر برجسته جوئل اجرتون در نقش تام بیوکَنِن است که علیرغم این‌که، خشنی کاراکتر را به خوبی نشان می‌دهد؛ ابعاد جدید به او داده شده‌است». یکی از نوه‌های اف. اسکات فیتزجرالد سبک و موسیقی فیلم را ستود.

#### نقد بازیتوبی مگوایر

##### نقد منفی
نقش توبی مگوایر در نقش نیک با نقدهای متفاوتی از سوی منتقدان مواجه شد و فیلیپ فرنچ از گاردین او را «اشتباه نادرست انتخاب کارگردان» خواند؛ آن هورنادی از واشینگتن پست گفت: «توبی مگوایر حضوری همیشه مغلوب در فیلم دارد؛ و به سختی به عنوان یکی از آنها پذیرفته می‌شود. بخش پویا از وقایعی که او توصیف می‌کند؛ یا شاهد هوشیار آنها بوده‌است».
و الیزابت ویتزمن از نیویورک دیلی نیوز می‌گوید: «با وجود مهارت‌های مشاهده‌ای بدبینانه مورد نیاز برای نجابت نیک در «اِگ غربی»، شخصیت به سمت یک روان‌پزشک هدایت می‌شود. اجرای یک نُت».

##### نقد مثبت
ریک گرون از گلوب اند میل (روزنامه) نگاهش نسبت به شخصیت توبی مگوایر مثبت‌تر بود و گفت: «راوی ما مستعد لفاظی‌های گه‌گاه و ارغوانی‌اش است. اما به نظر می‌رسد که این خودبزرگ بینی تحمیلی، تصویر یک نوشته افسرده‌آمیز با نویسنده‌ای با استعداد از درون تخیل او، برای اعتبار بخشیدن به نثر (کتاب گتسبی) برجسته و بهتر از آن، اجازه برای شعر ذاتی آن را، قدر بدانیم».